# Metal Slug 4
Metal Slug 4 (メタルスラッグ 4 Metaru Suraggu 4?) es un videojuego que forma parte de la saga Metal Slug. Fue estrenado para la consola Neo-Geo el 19 de julio de 2002. También forma parte del Metal Slug Anthology para la Wii, PlayStation 2 y PlayStation Portable. Fue publicado en PC en el compilatorio lanzado en 2009 llamado Metal Slug Complete PC.

## Argumento
Un año después de los eventos de Metal Slug 3 el mundo está nuevamente en pánico por un misterioso pero mortal virus cibernético que destruye a las computadoras de los diferentes gobiernos. Con Tarma y Eri incapaces de ayudar debido a sus propias asignaciones, Marco y Fio son llamados para investigar la situación y son asignados junto con dos nuevos miembros, Nadia y Trevor. En su investigación, el grupo descubre que una organización terrorista conocida como Amadeus está detrás del diagrama infame y dirigen en batalla contra las fuerzas de Amadeus, esperando destruir el virus antes de que consiga destruir todo el sistema informático militar del mundo entero.
Entre los datos curiosos se encuentran características o backgrounds de otros metal slug, como jefes o enemigos.

## Misiones
- Misión 1:

Los héroes arriban a una ciudad ficticia llamada Nueva Godokin, inspirada en Nueva Jersey, Estados Unidos. Allí, luchan contra rebeldes y científicos locos para detener una amenaza inminente: un dirigible armado en el puente de la ciudad.
- Misión 2:

Los héroes llegan a la ciudad ficticia de Gerhardt, inspirada en Trieste, Italia. Allí combaten a rebeldes y avanzan hasta un puente colgante, donde se encuentran con Allen O'Neil (una versión robótica del verdadero), quien arriba a una torreta de varios niveles equipada con rebeldes, proyectiles y un cañón.
- Misión 3:

Los héroes llegan a una montaña nevada donde se encuentra una base secreta de los rebeldes. En su camino, enfrentan a rebeldes, sasquatchs y a un enorme vehículo blindado conducido por un Donald Morden robótico.
- Misión 4:

Los héroes son enviados a un parque de atracciones de terror, donde los espectáculos se han vuelto peligrosamente realistas. El Ejército Rebelde ha tomado el control del lugar, transformando a empleados y asistentes en zombis y momias. Los héroes enfrentan estas amenazas hasta llegar a la fuente principal de los ataques: un gigantesco títere mecánico armado llamado Big John.
- Misión 5:

Después de la misión anterior, los héroes son recogidos en una caja de carga por un helicóptero y enviados a un barco de carga controlado por el Sindicato Amadeus. Allí, enfrentan a rebeldes y piratas que están sembrando el caos. Al llegar a la proa del barco, se encuentran con un enorme submarino que lanza proyectiles.
- Misión Final:

El ejército regular finalmente llega a las instalaciones de comunicaciones del Sindicato Amadeus dónde están a punto de transmitir el peligrosos virus. Los héroes descienden lentamente por un túnel profundo, usando una cuerda larga, hasta llegar a la sala principal. Allí, enfrentan a rebeldes, robots falsos de Donald Morden, un robot de Allen O'Neil y al jefe del sindicato, quien pilota tres robots. Una vez que los soldados del ejército regular derrotan al jefe, la base secreta comienza a autodestruirse y los héroes deben huir de la explosión. Dependiendo de si logran escapar o no, se presentan dos finales:
En el final bueno, los héroes logran escapar y regresan al túnel vertical desde la puerta izquierda, que antes estaba bloqueada. Eri entra para recogerlos y luego se les ve participando en un banquete de comida.
En el final malo, un jugador queda atrapado en la explosión. La pantalla se vuelve negra y después se nos muestra a los héroes con vendajes en un hospital.

## Jugabilidad
A diferencia de sus predecesoras, en Metal Slug 4 se agrega un bonus, y la recompensa depende de la cantidad de enemigos se hayan matado y en el tiempo dado. Al finalizar ese tiempo se muestra un emblema, aumentando el rango de éste a medida que se vayan cogiendo diferentes bonus a lo largo de la misión, en caso de perder una vida, éste emblema vuelve a cero.
Se agrega una nueva arma, la Two Machine Gun (Doble ametralladora, 2H). Allen nuevamente aparece, esta vez como Boss de la Misión 2. En Metal Slug 2 el jugador se podía transformar en momia, y en Metal Slug 3 en momia (en un nivel escondido en la misión 4) así como en zombi. En esta versión, hay la posibilidad de transformarse en mono en la primera y en la última misión.
Los personajes elegibles en Metal Slug 4 son Marco Rossi, Fio Germi, Nadia y Trevor.
Con la dificultad elegida tan solo cambia la velocidad y resistencia de los enemigos conservando sus animaciones y ataques mientras que el resto del juego (escenarios, número de enemigos, recorrido, tiempo, número de misiones y ending no sufren cambios).
Se puede aumentar el tiempo de cada misión hasta 90 pero no permite bajarlo de 60.
Para Nadia se usaron los Sprites y voz de Eri cambiando únicamente la cabeza del personaje quedando así Nadia Cassei  con el cuerpo y las voces de Eri.